# Бабич, Фёдор Фёдорович
Фёдор Фёдорович Бабич — советский хозяйственный и политический деятель.

## Биография
Родился в 1915 году в деревне Уфимская. Член КПСС с 1943 года.
Окончил Сибирский металлургический институт.
Участник Великой Отечественной войны: командир взвода, начальник штаба, командир дивизиона 348-го артиллерийского полка 141-й стрелковой дивизии
В 1933—1937 гг. — слесарь цеха Кемеровской ГРЭС.
В 1947—1951 гг. — заместитель начальника, начальник литейного цеха электромеханического завода.
В 1951—1954 гг. — 2-й секретарь Центрального райкома КПСС города Кемерово, заместитель заведующего отделом партийных органов Кемеровского обкома КПСС.
В 1954—1957 гг. — 1-й секретарь Центрального райкома КПСС города Кемерово.
В 1957—1963 гг. — 2-й секретарь Кемеровского горкома КПСС, заведующий промышленно-транспортным отделом Кемеровского обкома КПСС.
В 1963—1978 гг. — председатель комитета партийно-государственного контроля Кемеровского обкома КПСС и Кемеровского облисполкома, председатель Кемеровского областного комитета народного контроля.
Делегат XXIII и XXIV съездов КПСС.
Умер в 1989 году в Кемерово.